# El gran Gatsby (película de 1974)
El Gran Gatsby es una película romántica de 1974 distribuida por Newdon Productions y Paramount Pictures. Fue dirigida por Jack Clayton y producida por David Merrick, con guion de Francis Ford Coppola basado en la novela homónima de F. Scott Fitzgerald.
El filme está protagonizado por Robert Redford (en el papel de Jay Gatsby), Mia Farrow, Bruce Dern, Karen Black, Scott Wilson, Sam Waterston, y Lois Chiles. Ya con papeles menores intervienen Howard Da Silva, Roberts Blossom, Edward Herrmann y Patsy Kensit, entonces una niña de seis años.
Es la tercera de las cinco adaptaciones cinematográficas de la novela de Fitzgerald hechas hasta ahora, luego de la versión de 1926 dirigida por Herbert Brenon (y que actualmente se considera perdida); la de 1949, dirigida por Elliot Nugent; y precediendo a la versión del año 2000, dirigida por Robert Markowitz; y a la del 2013, por Baz Luhrmann.

## Producción
Los derechos de la novela fueron adquiridos por Robert Evans para quien por aquel entonces su esposa Ali MacGraw, pudiera hacer el papel de Daisy. Otras actrices consideraron poder interpretarlo como Faye Dunaway, Candice Bergen, Natalie Wood, Katharine Ross, Lois Chiles, Cybill Shepherd y Mia Farrow. Después de que MacGraw dejara a Evans por Steve McQueen, Farrow fue elegida para el papel de Daisy y Chiles el de Jordan. Warren Beatty, Jack Nicholson, y Steve McQueen fueron considerados para el papel de Gatsby, pero ellos rechazaron el proyecto. Beatty quería dirigir la película y Nicholson pensaba que MacGraw no era la persona adecuada para el papel de Daisy. Farrow estaba embarazada cuando empezó el rodaje y tuvo que perder peso y llevar ropa holgada. 
Truman Capote fue el guionista original pero fue relevado por Francis Ford Coppola. Las mansiones de Rosecliff y Marble House de Newport (Rhode Island), fueron las utilizadas para realizar las escenas de la casa de Gatsby, las de la casa de Buchanan está localizadas en los Pinewood Studios de Buckinghamshire. Otras localizaciones son Windsor Great Park en Inglaterra, Nueva York y Uxbridge, Massachusetts.

## Reparto
- Robert Redford como Jay Gatsby.
- Mia Farrow como Daisy Buchanan.
- Bruce Dern como Tom Buchanan.
- Karen Black como Myrtle Wilson.
- Scott Wilson como George Wilson.
- Sam Waterston como Nick Carraway.
- Lois Chiles como Jordan Baker.
- Edward Herrmann como Klipspringer.
- Sammy Smith como Cómico.
- Kathryn Leigh Scott como Catherine.
- Vincent Schiavelli como Hombre delgado.
- Roberts Blossom como Señor Gatz.
- Beth Porter como Señora McKee.
- Howard Da Silva como Meyer Wolfsheim.
- Patsy Kensit como Pammy Buchanan.
- Tom Ewell como Mourner.

## Premios

### Oscar 1974
| Categoría                          | Persona            | Resultado |
| ---------------------------------- | ------------------ | --------- |
| Óscar al mejor diseño de vestuario | Theoni V. Aldredge | Ganador   |
| Óscar a la mejor música            | Nelson Riddle      | Ganador   |